# (8405) Асбол
(8405) Асбол (др.-греч. Ἄσβολος) — довольно крупный астероид из группы кентавров, который характеризуется сильно вытянутой орбитой, располагающейся между орбитами Юпитера и Нептуна. Он стал пятым открытым кентавром. Открыт 5 апреля 1995 года американскими астрономами Джеймсом Скотти и Робертом Джедиком в рамках проекта Spacewatch в обсерватории Китт-Пик и назван в честь кентавра-предсказателя Асбола из древнегреческой мифологии.
- Орбита астероида Асбол и его положение в Солнечной системе

## Орбитальные характеристики
Из-за того, что орбиты кентавров сильно вытянуты они зачастую пересекают орбиты сразу нескольких планет-гигантов, рискуя испытать сильные гравитационные возмущения с их стороны. Вследствие этого срок жизни астероидов на этих орбитах по астрономическим меркам весьма невелик. Для данного астероида этот срок оценивается примерно в 860 000 лет. На данный момент Асбол классифицируется как кентавр SN, то есть на перигелий кентавра (6,87 а. е.) влияет в первую очередь планета Сатурн, а на афелий (29,26 а. е.) — планета Нептун. Перигелий этого кентавра располагается недалеко от орбиты Юпитера, который также оказывает на его орбиту определённое воздействие, впрочем достаточно слабое по сравнению с телами, перигелии которых располагаются внутри его орбиты или в непосредственной близости от неё. Для таких объектов определяющее влияние на перигелий оказывает уже именно эта планета. Сатурн и Нептун как бы растягивают орбиту кентавра в разные стороны, заставляя его всё ближе приближаться к Солнцу в перигелии и всё дальше удаляться от него в афелии своей орбиты. Таким образом, уже приблизительно через 10 000 лет перигелий Асбола сдвинется к Солнцу настолько, что окажется под влиянием гравитации Юпитера.
Дальнейшее прогнозирование изменений траектории его движения на более длительный срок весьма затруднительно из-за всё возрастающего количества ошибок связанных с учётом влияния гравитационных возмущений со стороны газовых гигантов и влияния возможной кометной активности вблизи перигелия. По сравнению с кентавром (7066) Несс, орбита Асбола носит куда более хаотичный характер.

## Образование кратеров
Хотя не было получено ни одного чёткого снимка Асбола, спектральный анализ состава его поверхности, проведённый в 1998 году посредством телескопа Хаббл, показал, что на поверхности объекта имеется свежий кратер, образовавшийся менее 10 млн лет назад. Несмотря на то, что кентавры представляют собой ледяные астероиды, состоящие преимущественно из пыли, замёрзших газов и водяного льда, их поверхность имеет довольно тёмный цвет и плохо отражает свет, что связывают с действием процессов космического выветривания, таких как солнечный ветер или бомбардировка микрометеоритами. Однако при столкновении с достаточно крупными объектами и образовании глубоких кратеров, происходит выброс внутренних слоёв породы астероида, не подвергавшихся ранее воздействию окружающей среды и, как следствие, имеющие более светлую окраску. Что и было зафиксировано в результате наблюдений космического телескопа Хаббл. По сути, 10 млн лет — это именно тот срок, за который поверхность кентавра успевает «состариться» настолько, что различия с окружающей поверхностью становится невозможно заметить.